# Шанжао
Шанжао (спрощ.: 上饶; піньїнь: Shàngráo) — міський округ у китайській провінції Цзянсі.

## Адміністративний поділ
Міський округ поділяється на 2 райони, 1 міський повіт і 9 повітів:
| Карта                                                                                      | Карта    | Карта    | Карта     |
| ------------------------------------------------------------------------------------------ | -------- | -------- | --------- |
| Поян Югань Ваньнянь Уюань Десін Їян ① Яньшань Юшань Гуансінь ② Гуанфен ① Хенфен ② Сіньчжоу |          |          |           |
| Статус                                                                                     | Назва    | Оригінал | Населення |
| Міський район                                                                              | Сіньчжоу | 信州区   | 416 219   |
| Міський район                                                                              | Гуанфен  | 广丰区   | 752 939   |
| Міський район                                                                              | Гуансінь | 广信区   | 700 266   |
| Місто                                                                                      | Десін    | 德兴市   | 293 202   |
| Повіт                                                                                      | Юшань    | 玉山县   | 574 363   |
| Повіт                                                                                      | Яньшань  | 铅山县   | 427 000   |
| Повіт                                                                                      | Хенфен   | 横峰县   | 184 870   |
| Повіт                                                                                      | Їян      | 弋阳县   | 353 378   |
| Повіт                                                                                      | Югань    | 余干县   | 887 603   |
| Повіт                                                                                      | Поян     | 鄱阳县   | 1 296 756 |
| Повіт                                                                                      | Ваньнянь | 万年县   | 359 098   |
| Повіт                                                                                      | Уюань    | 婺源县   | 334 020   |